# Супротивнобалківська сільська рада
Супротивнобалківська сільська рада — колишній орган місцевого самоврядування у Новосанжарському районі Полтавської області з центром у c. Супротивна Балка.

## Населені пункти
Сільраді були підпорядковані населені пункти:
- c. Супротивна Балка
- с. Кальницьке
- с. Пасічне